# Lilou Lluís Valette
Lilou Lluís Valette (Perpiñán, Francia, 28 de julio de 2006) es una deportista española que compite en natación sincronizada.
Participó en los Juegos Olímpicos de París 2024, obteniendo una medalla de bronce en la prueba de equipo. Ganó cuatro medallas en el Campeonato Mundial de Natación, en los años 2024 y 2025, y cinco medallas en el Campeonato Europeo de Natación, en los años 2024 y 2025.

## Palmarés internacional
| Juegos Olímpicos   | Juegos Olímpicos    | Juegos Olímpicos  | Juegos Olímpicos  |
| Año                | Lugar               | Medalla           | Prueba            |
| ------------------ | ------------------- | ----------------- | ----------------- |
| 2024               | París (Francia)     | Medalla de bronce | Equipo            |
| Campeonato Mundial |                     |                   |                   |
| Año                | Lugar               | Medalla           | Prueba            |
| 2024               | Doha (Catar)        | Medalla de plata  | Equipo técnico    |
| 2025               | Singapur (Singapur) | Medalla de oro    | Dúo libre         |
| 2025               | Singapur (Singapur) | Medalla de bronce | Equipo técnico    |
| 2025               | Singapur (Singapur) | Medalla de bronce | Rutina acrobática |
| Campeonato Europeo |                     |                   |                   |
| Año                | Lugar               | Medalla           | Prueba            |
| 2024               | Belgrado (Serbia)   | Medalla de oro    | Equipo técnico    |
| 2025               | Funchal (Portugal)  | Medalla de oro    | Equipo técnico    |
| 2025               | Funchal (Portugal)  | Medalla de plata  | Dúo técnico       |
| 2025               | Funchal (Portugal)  | Medalla de plata  | Dúo libre         |
| 2025               | Funchal (Portugal)  | Medalla de bronce | Rutina acrobática |